# Młyn w Woli Łokotowej

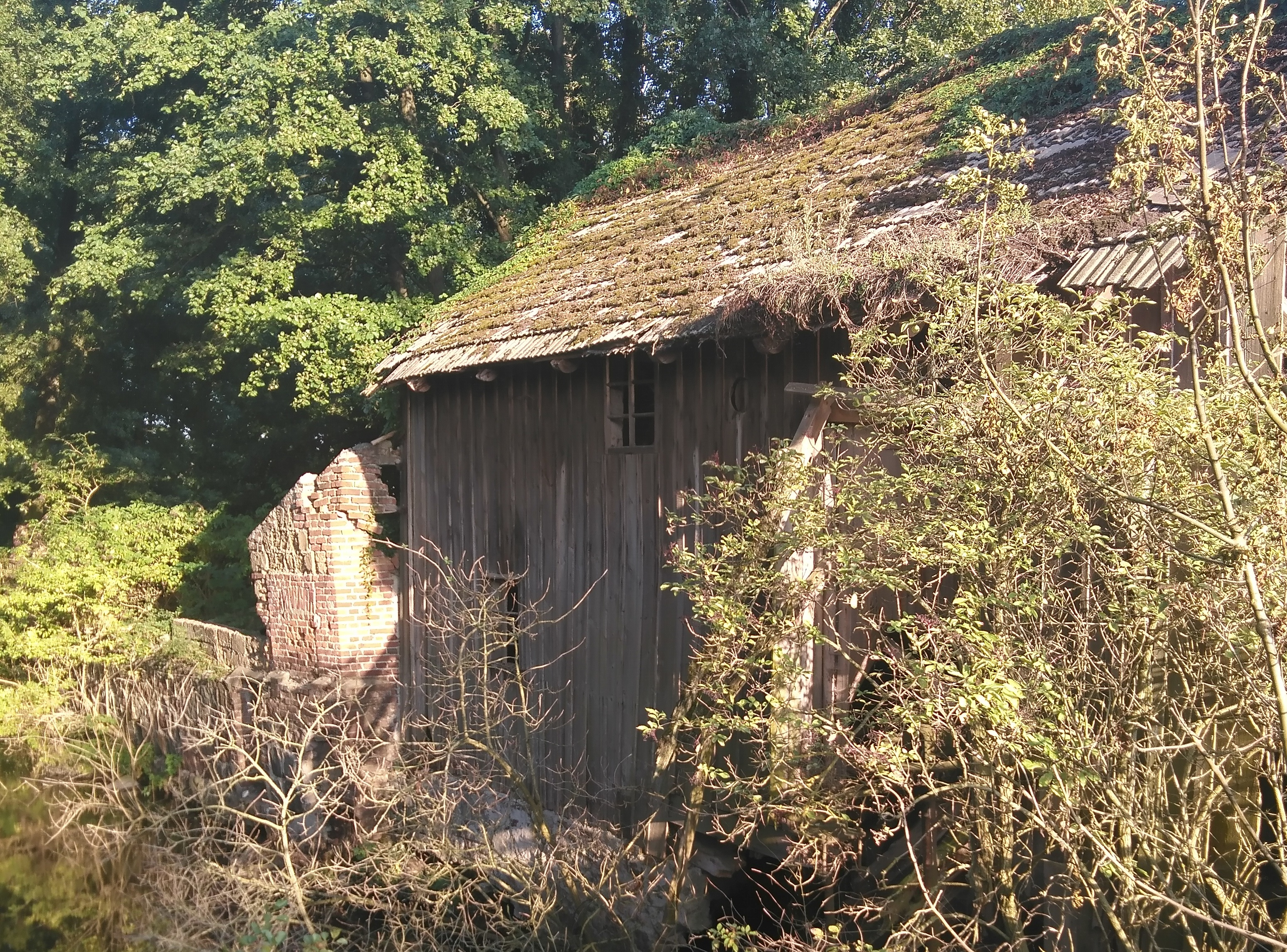
Młyn w Woli Łokotowej w 2024 r.

Młyn w Woli Łokotowej – drewniany młyn wodny zbożowy na Rawce wybudowany w okresie I wojny światowej, znajdujący się w Woli Łokotowej w województwie łódzkim.

## Historia miejsca
Młyn w tej lokalizacji był zaznaczony na mapach z XIX wieku. Przed I wojną światową istniał w tym miejscu młyn parterowy usytuowany częściowo na palach dębowych a częściowo na stałym lądzie z dachem dwuspadowym, kryty gontem. Był wyposażony w koło wodne nasiębierne, jedną parę kamieni, żubrownik i perlak. Był to młyn typu gospodarczego pracujący na potrzeby mieszkańców okolicznych wsi. Na przełomie XIX i XX w. młyn został zniszczony przez pożar, a następnie przebudowany i powiększony. W okresie I wojny światowej młyn został zniszczony przez pożar.

## Obecny młyn
W miejscu dawnego młyna w krótkim czasie po pożarze wybudowano nowy młyn. Budynek reprezentuje konstrukcję słupowo-ryglową. Jest oszalowany deskami. Posiada dach dwuspadowy kryty dachówką. Młyn był poruszany początkowo turbiną wodną, a następnie silnikiem na ropę i silnikiem na koks–gaz ssany. Był wyposażony w trzy pary walców i urządzenia czyszczące. Młyn pracował również w okresie II wojny światowej z krótkimi przestojami. W okresie powojennym był czynny do 1970 r. Obecnie nieczynny i niezagospodarowany.